# Дордон
 Тази статия е за реката във Франция.  За департамента вижте Дордон (департамент).  
Дордон (на френски: Dordogne) е река в Южна Франция (департаменти Пюи дьо Дом, Кантал, Корез, Ло, Дордон и Жиронд), вливаща се в Атлантическия океан. Дължина 486 km, площ на водосборния басейн 23 957 km².

## Географска характеристика
Река Дордон води началото си на 1394 m н.в., от северния склон на масива Мон Дор (централната част на Централния Френски масив), в югозападната част на департамента Пюи дьо Дом, на 30 km югозападно от административния център Клермон-Феран. В горното и средно течение тече в широка долина през западните хълмисти части на Централния Френски масив (ЦФМ), до устието на река Сер на югозапад, а след това до устието си – на запад. След град Сен Сиприен Дордон пресича в западно направление централната част на Гаронската (Аквитанска) низина, където долината и още повече се разширява и изплитнява и става пълноводна река, с бавно течение и множество меандри. Заедно с река Гарона се влива в естуара Жиронд на Бискайския залив, на 15 km северно от град Бордо
Водосборният басейн на Дордон обхваща площ от 23 957 km², като речната му мрежа е едностранно развита с по-дълги и по-пълноводни десни (северни) притоци и по-къси и маловодни леви. На север и изток водосборният басейн на Дордон граничи с водосборните басейни на реките Шарант и Лоара (от басейна на Атлантическия океан), а на югоизток, юг и югозапад – с водосборните басейни на реките Ло, Дро и други по-малки десни притоци на Гарона.
Дордон получава множество притоци, като 9 от тях са с дължина над 50 km, в т.ч. 3 – над 100 km:
- леви – Рю (57 km, 900 km²), Марон (93 km, 823 km²), Сер (120 km, 1059 km²);
- десни – Диеж (54 km, 502 km²), Триузун (51 km, 130 km²), Лизег (64 km, 437 km²), Дустер (51 km, 257 km²), Везер (211 km, 3736 km²), Ил (255 km, 7510 km²).

Река Дордон има предимно дъждовно подхранване с ясно изразено пролетно и есенно пълноводие и лятно маловодие. Често явление през зимата са епизодичните прииждания на реката в резултат на поройни дъждове във водосборния ѝ басейн, причиняващи понякога големи наводнения. Среден годишен отток в устието 380 m³/sec.

## Стопанско значение, селища
Дордон има важно транспортно, хидроенергийно и иригационно значение. Морските приливи навлизат нагоре по течението ѝ и реката е плавателна за морски съдове до град Либурн, а за плиткогазещи речни съдове – до устието на река Сер. По течението на реката и в нейния водосборен басейн са изградени 4 големи ВЕЦ и няколко по-малки, които снабдяват с електроенергия големи райони от Централна Франция. Част от водите ѝ се отклоняват за напояване на земеделските земи в Гаронската (Аквитанска) низина.
Долината на реката е гъсто заселена, като най-големите селища са градовете: Бержерак (департамент Дордон) и Либурн (департамент Жиронд).